# Цмити (Ардонский район)
Цмити (осет. Цымыти) — село в Ардонском районе республики Северная Осетия — Алания. Входит в состав Костаевского сельского поселения.

## География
Село расположено на левом берегу реки Терек, в 22 км к северо-востоку от районного центра Ардон и в 30 км к северо-западу от Владикавказа.

## Население
| 2002 | 2010 | 2021 |
| ---- | ---- | ---- |
| 131  | ↘129 | ↘104 |

## История
Селение было основано в 1922 году в местности Черкесово, переселенцами из одноименного села в Куртатинском ущелье. Сюда же переселились и жители села Нузал из Алагирского ущелья.